# Otto Plasberg
Otto Plasberg (* 24. Oktober 1869 in Sobernheim; † 6. April 1924 in Hamburg) war ein deutscher klassischer Philologe, der als Professor in Rostock (1903–1909), Prag (1909–1911), Straßburg (1911–1918) und Hamburg (1919–1924) wirkte. Der Spezialist zum philosophischen Werk Ciceros ist besonders durch seine neue kritische Ausgabe verschiedener Cicero-Schriften bekannt.

## Leben
Otto Plasberg besuchte das Progymnasium in Bad Kreuznach, wo sein Vater Carl Albert Plasberg (1840–1890) Lehrer für Latein und Griechisch und Rektor war. Nach dem Abitur bezog Plasberg 1887 die Universität Heidelberg, um Klassische Philologie zu studieren. Sein hauptsächlicher Lehrer in Heidelberg war Erwin Rohde. Später wechselte Plasberg nach Bonn zu Franz Bücheler und Hermann Usener und nach Berlin, wo er als Stipendiat der Boeckh-Stiftung sein Studium bei Johannes Vahlen, Adolf Kirchhoff und Hermann Diels abschloss. 1892 wurde er mit der Dissertation De M. Tullii Ciceronis Hortensio dialogo („Der Dialog Hortensius des Marcus Tullius Cicero“) promoviert. Seine Opponenten waren Rudolf Helm und Walter Henze.
Nach dem Studium entwickelte sich Plasberg zum Spezialisten für Cicero. 1895 bearbeitete er die Preisaufgabe der Charlottenstiftung der Preußischen Akademie der Wissenschaften, die eine neue textkritische Bearbeitung, Prolegomena und Untersuchungen zur Authentizität und Komposition liefern sollte. Plasberg gewann den Preis und wurde mit der Neuausgabe der philosophischen Schriften Ciceros betraut, die die Akademie geplant hatte. Diese Aufgabe beschäftigte Plasberg den Rest seines Lebens. An der Universität Straßburg, an der er 1900 als Assistent angestellt wurde, habilitierte er sich 1901 mit einem Teil seiner Cicero-Arbeiten. Die Zusammenarbeit mit dem Lehrstuhlinhaber Richard Reitzenstein brachte Plasberg einige wissenschaftliche Förderung. Er war auch an der Edition der Straßburger Papyri beteiligt.
Schon nach wenigen Jahren in Straßburg wurde Plasberg 1903 an die Universität Rostock berufen. Da es sich um eine Erstberufung handelte, erhielt er zunächst nur eine außerordentliche Professur. Kurz nach seiner Ernennung zum Ordinarius (1909) folgte er einem Ruf an die Universität Prag zum ordentlichen Professor für Klassische Philologie. 1911 kehrte er als Ordinarius nach Straßburg zurück, wo er mit Bruno Keil und Eduard Schwartz zusammenarbeitete. Gemeinsam mit Schwartz und allen anderen deutschen Hochschullehrern wurde Plasberg nach der Niederlage Deutschlands im Ersten Weltkrieg aus Straßburg vertrieben und war einige Monate ohne Stellung. Im Mai 1919 erhielt er den Ruf der neugegründeten Universität Hamburg auf einen der beiden Lehrstühle für Klassische Philologie. Gemeinsam mit Karl Reinhardt und nach dessen Weggang mit Rudolf Pfeiffer baute er das dortige Philologische Seminar auf. Aber schon nach fünf Jahren starb Plasberg nach kurzer Krankheit.
Plasbergs Lebensarbeit war die Cicero-Ausgabe, die ab 1908 bei Teubner in Leipzig erschien. Bis zu seinem Tode veröffentlichte er mehrere Faszikel, in denen die Schriften Paradoxa Stoicorum, Academica, Timaeus, De natura deorum, De divinatione und De fato in neuen kritischen Ausgaben erschienen. In weiteren wissenschaftlichen Publikationen beschäftigte sich Plasberg mit dem Wortlaut und Sprachgebrauch bei Cicero. Sein wissenschaftlicher Nachlass befindet sich in Staats- und Universitätsbibliothek Hamburg.